# Arthur Allan Seidelman
Arthur Allan Seidelman est un réalisateur américain.

## Filmographie

### Télévision
- 1970 : The Ceremony of Innocence
- 1985 : Bridges to Cross
- 1985 : Half Nelson
- 1986 : Sin of Innocence
- 1986 : Kate's Secret
- 1987 : Place at the Table
- 1987 : Glory Years
- 1987 : Poker Alice (en)
- 1987 : Strange Voices
- 1987 : Look Away
- 1988 : Addicted to His Love
- 1988 : A Friendship in Vienna
- 1988 : The People Across the Lake
- 1989 : False Witness
- 1990 : Un enfant pour Noël
- 1992 : Body Language
- 1993 : Dying to Remember
- 1994 : Astéroïde (Trapped in Space)
- 1995 : Amazing Grace (série télévisée), épisode 2 Hallelujah
- 1996 : Harvest of Fire
- 1996 : The Summer of Ben Tyler
- 1997 : Secrets de famille (Deep Family Secrets)
- 1997 : L'Enfant perdu (Miracle in the Woods)
- 1998 : Grace & Glorie
- 2000 : Les Grandes retrouvailles (By Dawn's Early Night)
- 2000 : L'Art de séduire (Sex & Mrs. X)
- 2000 : Le Prix du courage (The Runaway)
- 2001 : Liens du sang (Like Mother Like Son : The Strange Story of Sante and Kenny Kimes)
- 2004 : A Christmas Carol
- 2007 : Une preuve de trop (The Kidnapping)
- 2012 : Quattrocento (série télévisée), épisode 1

### Cinéma
- 1970 : Hercule à New York (Hercules in New York)
- 1975 : Children of Rage
- 1981 : Macbeth
- 1983 : Echoes
- 1987 : Le Visiteur (The Caller)
- 1993 : L'Équipée infernale (Rescue Me)
- 1999 : Walking Across Egypt
- 2004 : Traque à Puerto Vallarta (Puerto Vallarta Squeeze)
- 2005 : The Sisters
- 2007 : Two Spirits, One Journey (court métrage)
- 2008 : The Awakening of Spring
- 2014 : Six Dance Lessons in Six Weeks